# Qatar op de Olympische Spelen

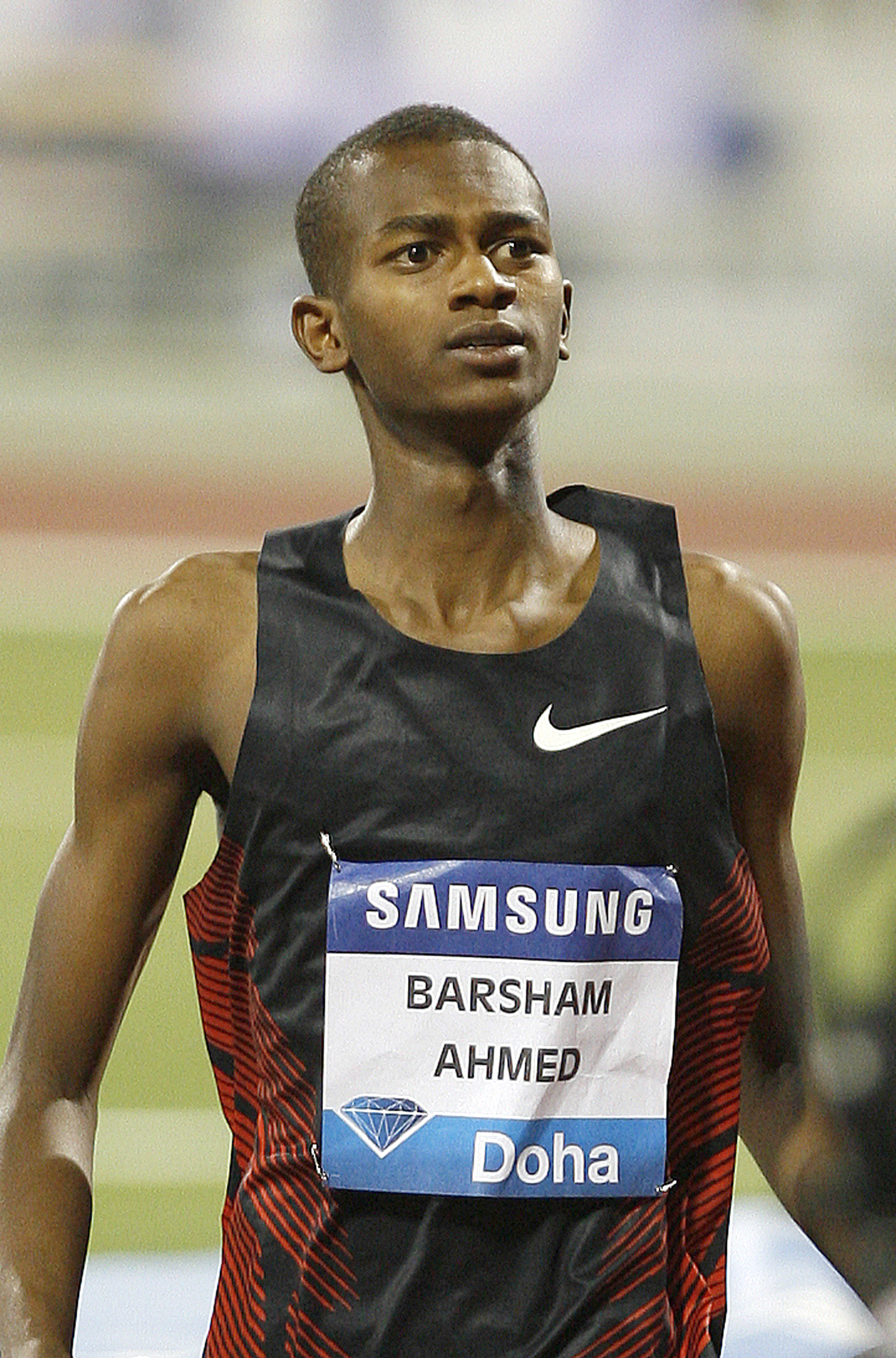
Mutaz Essa Barshim, drievoudig medaillewinnaar (1-1-1)

Qatar is een van de landen die deelneemt aan de Olympische Spelen. Qatar debuteerde op de Zomerspelen van 1984. Het heeft nog nooit deelgenomen aan de Winterspelen.
Parijs 2024 was voor Qatar voor de elfde deelname aan de Zomerspelen.

## Medailles en deelnames
Er werden acht medailles in vier olympische sporten behaald. De eerste vier medailles waren bronzen medailles. De eerste werd in 1992 gewonnen door Mohammed Sulaiman op de 1500 meter in de atletiek. De tweede medaille werd in 2000 behaald door Said Saif Asaad bij de zwaargewichten in het gewichtheffen. In 2012 kwamen er twee bronzen medailles bij. Eén werd door de hoogspringer Mutaz Essa Barshim behaald, de andere door voormalig Dakar-winnaar Nasser Al-Attiyah, die zijn medaille behaalde in de schietsport bij het kleiduivenschieten (skeet). In 2016 veroverde Mutaz Essa Barshim met zijn tweede medaille de eerste zilveren medaille voor Qatar. Op de Spelen van 2020 behaalde Barshim zijn derde medaille, dit maal de gouden medaille. Ook gewichtheffer Fares El-Bakh behaalde een gouden medaille, hij deed dit bij de middengewichten (-96 kg). Een derde medaille, een bronzen, werd door het duo Ahmed Tijan en Cherif Younousse behaald in de volleybaldiscipline beachvolleybal.

### Overzicht
De tabel geeft een overzicht van de jaren waarin werd deelgenomen, het aantal gewonnen medailles en de eventuele plaats in het medailleklassement.
| Jaar   | Goud · | Zilver · | Brons · | Totaal | Rang |
| 1984   | 0      | 0        | 0       | 0      | -    |
| 1988   | 0      | 0        | 0       | 0      | -    |
| 1992   | 0      | 0        | 1       | 1      | 54   |
| 1996   | 0      | 0        | 0       | 0      | -    |
| 2000   | 0      | 0        | 1       | 1      | 71   |
| 2004   | 0      | 0        | 0       | 0      | -    |
| 2008   | 0      | 0        | 0       | 0      | -    |
| 2012   | 0      | 0        | 2       | 2      | 75   |
| 2016   | 0      | 1        | 0       | 1      | 69   |
| 2020   | 2      | 0        | 1       | 3      | 41   |
| 2024   | 0      | 0        | 1       | 1      | 84   |
| Totaal | 2      | 1        | 6       | 9      | -    |

### Per deelnemer
| Editie | Sport         | Olympiër                     | Onderdeel                       | Medaille |
| ------ | ------------- | ---------------------------- | ------------------------------- | -------- |
| 1992   | Atletiek      | Mohammed Sulaiman            | 1500 m (m)                      | Brons    |
| 2000   | Gewichtheffen | Said Saif Asaad              | zwaargewicht (-105 kg) (m)      | Brons    |
| 2012   | Atletiek      | Mutaz Essa Barshim           | hoogspringen (m)                | Brons    |
| 2012   | Schietsport   | Nasser Al-Attiyah            | skeet (m)                       | Brons    |
| 2016   | Atletiek      | Mutaz Essa Barshim           | hoogspringen (m)                | Zilver   |
| 2020   | Atletiek      | Mutaz Essa Barshim           | hoogspringen (m)                | Goud     |
| 2020   | Gewichtheffen | Fares El-Bakh                | middenzwaargewicht (-96 kg) (m) | Goud     |
| 2020   | Volleybal     | Ahmed Tijan Cherif Younousse | beachvolleybal (m)              | Brons    |

Afghanistan · Albanië · Algerije · Amerikaans-Samoa · Amerikaanse Maagdeneilanden · Andorra · Angola · Antigua en Barbuda · Argentinië · Armenië · Aruba · Australië · Azerbeidzjan · Bahama's · Bahrein · Bangladesh · Barbados · België · Belize · Benin · Bermuda · Bhutan · Bolivia · Bosnië en Herzegovina · Botswana · Brazilië · Britse Maagdeneilanden · Brunei · Bulgarije · Burkina Faso · Burundi · Cambodja · Canada · Centraal-Afrikaanse Republiek · Chili · China · Chinees Taipei · Colombia · Comoren · Congo-Brazzaville · Congo-Kinshasa · Cookeilanden · Costa Rica · Cuba · Cyprus · Denemarken · Djibouti · Dominica · Dominicaanse Republiek · Duitsland · Ecuador · Egypte · El Salvador · Equatoriaal-Guinea · Eritrea · Estland · Ethiopië · Fiji · Filipijnen · Finland · Frankrijk · Gabon · Gambia · Georgië · Ghana · Grenada · Griekenland · Groot-Brittannië · Guam · Guatemala · Guinee · Guinee-Bissau · Guyana · Haïti · Honduras · Hongarije · Hongkong · Ierland · IJsland · India · Indonesië · Irak · Iran · Israël · Italië · Ivoorkust · Jamaica · Japan · Jemen · Jordanië · Kaaimaneilanden · Kaapverdië · Kameroen · Kazachstan · Kenia · Kirgizië · Kiribati · Koeweit · Kosovo · Kroatië · Laos · Lesotho · Letland · Libanon · Liberia · Libië · Liechtenstein · Litouwen · Luxemburg · Madagaskar · Malawi · Malediven · Maleisië · Mali · Malta · Marokko · Marshalleilanden · Mauritanië · Mauritius · Mexico · Micronesië · Moldavië · Monaco · Mongolië · Montenegro · Mozambique · Myanmar · Namibië · Nauru · Nederland · Nepal · Nicaragua · Nieuw-Zeeland · Niger · Nigeria · Noord-Korea · Noord-Macedonië · Noorwegen · Oeganda · Oekraïne · Oezbekistan · Oman · Oost-Timor · Oostenrijk · Pakistan · Palau · Palestina · Panama · Papoea-Nieuw-Guinea · Paraguay · Peru · Polen · Portugal · Puerto Rico · Qatar · Roemenië · Rusland · Rwanda · Saint Kitts en Nevis · Saint Lucia · Saint Vincent en de Grenadines · Salomonseilanden · Samoa · San Marino · Saoedi-Arabië · Sao Tomé en Principe · Senegal · Servië · Seychellen · Sierra Leone · Singapore · Slovenië · Slowakije · Somalië · Spanje · Sri Lanka · Soedan · Suriname · Swaziland · Syrië · Tadzjikistan · Tanzania · Thailand · Togo · Tonga · Trinidad en Tobago · Tsjaad · Tsjechië · Tunesië · Turkije · Turkmenistan · Tuvalu · Uruguay · Vanuatu · Venezuela · Verenigde Arabische Emiraten · Verenigde Staten · Vietnam · Wit-Rusland · Zambia · Zimbabwe · Zuid-Afrika · Zuid-Korea · Zuid-Soedan · Zweden · Zwitserland
Historische landen: Bohemen · Bondsrepubliek Duitsland · Brits-Indië · Duitse Democratische Republiek · Joegoslavië · Malaya · Nederlandse Antillen · Noord-Borneo · Noord-Jemen · Saarland · Servië en Montenegro · Sovjet-Unie · Tsjecho-Slowakije · West-Indische Federatie · Zuid-Jemen
Bijzondere deelnames: Onafhankelijke olympische atleten · Vluchtelingenteam 
 Australazië · Duits Eenheidsteam · Gemengd team · Gezamenlijk Team